# Moon Bloodgood
Korinna Moon Bloodgood (Anaheim, 20 settembre 1975) è un'attrice, ex ballerina ed ex modella statunitense.

## Biografia
Nasce ad Anaheim, in California, il 20 settembre 1975 da padre statunitense di origini olandesi e irlandesi, Shell Bloodgood, e da madre sudcoreana, Sang Cha. Cresciuta praticando danza, a 17 anni diventa cheerleader dei Los Angeles Lakers. Balla poi nei concerti per Prince, Brandy e The Offspring. Modella per Revlon, L'Oréal, Avon, Adidas e Nike, è stata inclusa nella lista delle donne più sexy stilata dalla rivista Maxim, passando dal 99º posto del 2005 al 40º posto del 2007.
Come attrice ha debuttato al cinema nella commedia romantica Appuntamento da sogno!; successivamente ha recitato nei film Sballati d'amore, 8 amici da salvare e Pathfinder - La leggenda del guerriero vichingo. Nel 2008 recita in Disastro a Hollywood di Barry Levinson, e ottiene ruoli importanti in Street Fighter - La leggenda e Terminator Salvation, quarto capitolo della saga di Terminator. Per la televisione ha preso parte alle serie televisive di breve vita Day Break (con Taye Diggs) e Journeyman (con Kevin McKidd).
È una delle protagoniste di Falling Skies, serie TV di genere fantascientifico prodotta da Steven Spielberg.

### Vita privata
Dal 2005 al 2007 è stata fidanzata con l'attore Eric Balfour.
È sposata dal 2011 col regista e produttore Grady Hall dal quale ha avuto due figli: Pepper (15 dicembre 2012) e Archie (19 dicembre 2015

## Filmografia

### Attrice

#### Cinema
- Appuntamento da sogno! (Win a Date with Tad Hamilton!), regia di Robert Luketic (2004)
- Sballati d'amore (A Lot Like Love), regia di Nigel Cole (2005)
- 8 amici da salvare (Eight Below), regia di Frank Marshall (2006)
- Pathfinder - La leggenda del guerriero vichingo (Pathfinder), regia di Marcus Nispel (2007)
- Disastro a Hollywood (What Just Happened), regia di Barry Levinson (2008)
- Street Fighter - La leggenda (Street Fighter: The Legend of Chun-Li), regia di Andrzej Bartkowiak (2009)
- Terminator Salvation, regia di McG (2009)
- Moonlight Serenade, regia di Giancarlo Tallarico (2009)
- Bedrooms, regia di Youssef Delara, Michael D. Olmos e Victor Teran (2010)
- Beautiful Boy, regia di Shawn Ku (2010)
- Faster, regia di George Tillman Jr. (2010)
- Conception, regia di Josh Stolberg (2012)
- The Sessions - Gli incontri (The Sessions), regia di Ben Lewin (2012)
- The Power of Few - Il potere dei pochi (The Power of Few), regia di Leone Marucci (2013)

#### Televisione
- Just Shoot Me! – serie TV, episodi 7x04 (2002)
- Fastlane – serie TV, episodi 1x22 (2003)
- CSI: Scena del crimine (CSI: Crime Scene Investigation) – serie TV, episodi 4x01 (2003)
- Hollywood Division, regia di James Foley – film TV (2004)
- North Shore – serie TV, episodio 1x10 (2004)
- Detective Monk (Monk) – serie TV, episodio 3x12 (2005)
- Day Break – serie TV, 13 episodi (2006-2007)
- Journeyman – serie TV, 13 episodi (2007)
- Burn Notice - Duro a morire (Burn Notice) – serie TV, episodi 3x02-3x03-3x04 (2009)
- Human Target – serie TV, episodio 1x10 (2010)
- Falling Skies – serie TV, 52 episodi (2011-2015)
- Code Black - serie TV, 13 episodi (2018)
- NCIS: Los Angeles - serie TV, episodio 11x05 (2019)
- Magnum P.I. - serie TV, episodio 4x13 (2022)

### Doppiatrice
- Terminator Salvation – videogioco (2009) - Blair Williams
- Terminator Salvation: The Machinima Series – serie animata, 6 episodi (2009) - Blair Williams
- Darksiders: Wrath of War – videogioco (2010)

## Doppiatrici italiane
Nelle versioni in italiano delle opere in cui ha recitato, Moon Bloodgood è stata doppiata da:
- Sabrina Duranti in Day Break, Journeyman, The Sessions - Gli incontri
- Laura Lenghi in 8 amici da salvare, Terminator Salvation, Code Black, Magnum P.I.
- Alessandra Korompay in La leggenda del guerriero vichingo, Burn Notice - Duro a morire
- Laura Boccanera in Faster, CSI - Scena del crimine
- Francesca Fiorentini in Detective Monk
- Deborah Ciccorelli in Street Fighter - La leggenda
- Antonella Baldini in Falling Skies
- Chiara Colizzi in Human Target